# Erbonne
Erbonne (Arbònn in dialetto comasco, AFI: [arˈbɔɲ]) è una piccola località di 7 abitanti del comune di Centro Valle Intelvi, in provincia di Como. 
Erbonne è composto da 52 edifici e a esso fanno riferimento alcune altre cascine, sostre (edifici aperti a uso di ricovero del bestiame) e tipiche case in pietra dell'Alpe Squadrina, di Erada, della Ca Monda, di Genzago, del Pesciò e di Orimento, tutte racchiuse nella vallata.
Dall'abitato si accede facilmente alla Svizzera tramite un ponte ciclo-pedonale, che conduce a Scudellate, villaggio che dista circa 1 chilometro. Il paese italiano più vicino non è tuttavia San Fedele, bensì Casasco d'Intelvi, da cui lo separano circa 6 chilometri di strada provinciale che passano per la zona dell'Alpe di Cerano, popolarmente conosciuto come Pian delle Alpi (983 metri), che fa da spartiacque tra la Val Breggia (o Valle di Muggio), e la Val d'Intelvi.

## Geografia fisica
Il villaggio si trova in un'area boschiva a 940 metri sul livello del mare e sorge sul lato sinistro del letto del fiume Breggia. Geograficamente è quindi posto nella porzione più alta della Val Breggia, che in Svizzera prende il nome di Valle di Muggio.

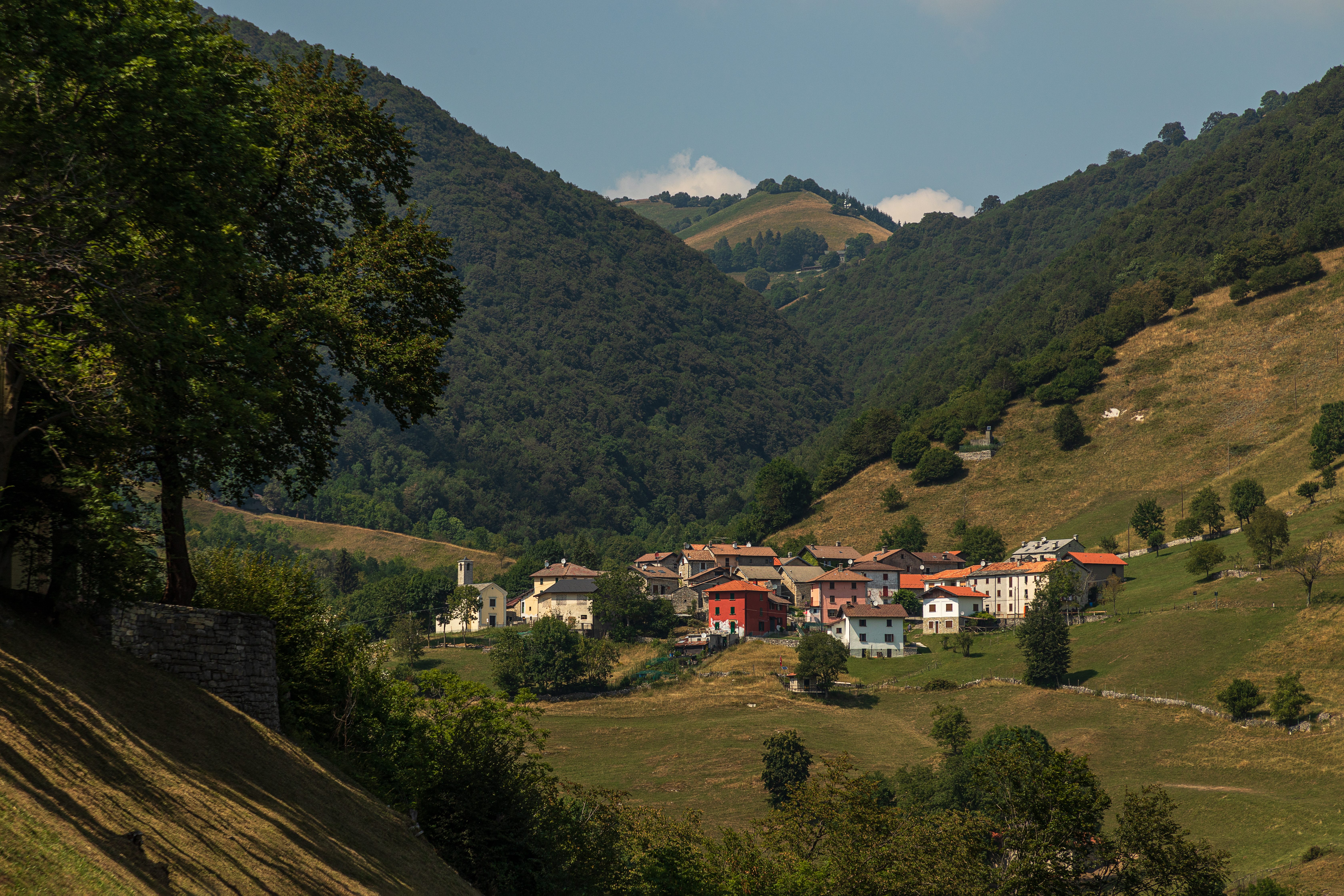
Erbonne visto dal territorio svizzero sul sentiero proveniente da Scudellate, in alto al centro il monte di Orimento, a sinistra ancora il pendio del Monte Generoso, a destra quello del Pizzo della Croce.

## Origini del nome
Il toponimo, un tempo detto Arbonno, è da attribuire con buona probabilità all'unione tra la radice "arb-", associata alla presenza di vegetazione, e il suffisso "-onno", indicativo della presenza d'acqua.

## Storia

### Preistoria ed età antica
Nella zona di Erbonne e più esattamente nella Caverna Generosa (comunemente conosciuta come Grotta dell'orso per il ritrovamento di resti dell'estinto orso delle caverne risalenti a 40.000 anni fa), sono state trovate delle selci attribuite all'uomo di Neanderthal datate tra i 50 ed i 60.000 anni fa.
Le scoperte dovute al paleontologo Andrea Tintori dell'Università degli studi di Milano sono di valore eccezionale, dato che dimostrano la presenza dell'uomo sia pur saltuaria a una quota superiore ai 1.000 metri durante un periodo estremamente freddo qual era quello della glaciazione Würm. La cosa può essere spiegata con fluttazioni al rialzo della temperatura, periodi magari di breve durata se espressi in termini geologici.
Nel corso di alcune campagne di scavo sono stati rinvenuti reperti archeologici risalenti al Mesolitico e all'epoca preromana.
Il villaggio nella sua attuale collocazione è preromano, risalente a tremila anni fa, precede di 300 anni la fondazione di Roma e di 1.000 quella di Como.
Da Erbonne passava un'antica strada che, attraversando la valle del Breggia, portava in Valle Intelvi e nelle zone settentrionali del Lario, entrambe abitate dai Reti.

### Dal Medioevo ai giorni nostri
Il villaggio fu parte del Ducato di Milano dalla fine del XIV secolo, avendo seguito le sorti di Como.
Tra il secondo e il terzo decennio del XV secolo, Erbonne e le sue terre divennero di proprietà della famiglia Spinelli (o Spinedi) di Muggio.
Nel Cinquecento il Mendrisiotto passò definitivamente alla Confederazione Elvetica. Tuttavia, la definizione del confine italo-svizzero non comportò alcuna barriera di tipo fisico nei pressi di Erbonne, di fatto permettendo agli abitanti del luogo di mantenere l'usanza di spostarsi verso il vicino villaggio elvetico di Scudellate per la pratica dell'allevamento del bestiame.
Ben altri effetti causò un accordo stipulato nel 1552 tra il Ducato di Milano e la Confederazione Elvetica, accordo esentò i cittadini svizzeri proprietari di terre situate entro i confini milanesi dal pagamento di ogni tipo di tasse su questi possedimenti terrieri. All'accordo seguirono infatti oltre trecento anni di controversie tra il comune di San Fedele Intelvi e gli abitanti di Erbonne, che vennero tagliati fuori da ogni tipo di servizio municipale, dapprima per via del mancato pagamento delle imposte da parte degli svizzeri residenti in paese e in seguito, quando nel XIX secolo gli erbonnesi presero l'iniziativa di pagare tasse e imposte al comune intelvese, per altre ragioni. La situazione indusse gli abitanti di Erbonne a trovare un accordo con il centro di Scudellate, che dietro pagamento garantì agli erbonnesi servizi medici, scolastici e funebri, oltre alla manutenzione stradale. Nel 1895, una valanga che travolse Erbonne portò l'anomala situazione agli occhi delle autorità elvetiche, che nel tentativo di trovare una risoluzione diplomatica arrivarono a stipulare direttamente con gli erbonnesi una convenzione internazionale secondo cui i servizi erogati da Scudellate sarebbero stati compensati da un versamento nelle casse svizzere da parte del comune di San Fedele. Gli accordi previsti dalla convenzione rimasero tuttavia solo parole, cosicché nel 1914 il comune di Muggio iniziò a respingere tutti gli studenti e i defunti diretti a Scudellate. L'anno successivo il comune di San Fedele propose al governo svizzero la cessione della sovranità su Erbonne ma il rifiuto dell'offerta da parte dal sindaco di Muggio sancì di fatto la definitiva presa in carico degli oneri comunali da parte del comune intelvese, che per prima cosa costruì un cimitero. Tra il 1916 e il 1969 San Fedele garantì a Erbonne una scuola, dapprima organizzata in spazi privati e, dal 1958, in una struttura appositamente costruita.
Dal 1947 al 1977 fu attiva una piccola caserma della Guardia di Finanza, operativa nel contesto del fenomeno del contrabbando.
Dal 2005 un ponte ciclo-pedonale collega Erbonne a Scudellate.

## Monumenti e luoghi d'interesse

### Architetture religiose
- Chiesa del Sacro Cuore[23], ideata e costruita tra il 1922 e il 1928.[2][24]
- Cappella di Sant'Antonio, costruita tra il 1899 e il 1901 sul confine italo-svizzero[2].[22]

### Architetture civili

#### Museo della Guardia di Finanza e del Contrabbando ("Burlanda e sfrusaduu")
Il piccolo museo è situato nell'ex casermetta della Guardia di Finanza, chiusa nel 1977 quando scomparve l'attività di contrabbando, ristrutturata nel 2002 dall'Associazione nazionale dei finanzieri d'Italia, sezione Val d'Intelvi. Il museo si trova all'uscita del paese sul vecchio tracciato che metteva in comunicazione con l'abitato svizzero di Scudellate. Nella sua unica piccola sala, a sezione quadrata con lato di soli 4 metri, il museo espone cimeli della Guardia di finanza italiana, del corpo svizzero delle guardie di confine e soprattutto testimonianze dell'epoca del contrabbando quando gli spalloni portavano nelle "bricolle" le sigarette dalla Svizzera verso l'Italia. Il museo è visitabile previo richiesta al Municipio di San fedele d'Intelvi (ingresso libero). Ne è curatore Stefano Agnese.

#### Altro
Erbonne conserva una serie di abitazioni, cascine e stalle costruite esclusivamente in sasso. 
Il paese ospita inoltre un'antica nevéra (cioè una ghiacciaia) profonda 3 metri, il cui fondo era accessibile per mezzo di una scala a chiocciola.

### Aree naturali

#### Tana di Erbonne
Non lontano dal villaggio si trova il buco della volpe (detto anche Tana di Erbonne); una caverna della lunghezza di 130 metri per 16 di dislivello, situata a quota 1.075 m s.l.m.. L'anfratto è di difficile accessibilità, sia perché si trova in un tratto scosceso, sia per le dimensioni ridotte dell'entrata.

## Società

### Evoluzione demografica
Per quanto all'ultimo censimento del 2001 risultassero ancora 15 residenti, dopo la scomparsa di alcuni anziani, ad agosto 2012, si contavano solo 9 individui.

## Letteratura
- Lanfredo Castelletti, Barbara Cermesoni: Cacciatori e pastori. Storia di Erbonne dal Paleolitico ad oggi. Comune di Como 2008.
- Maria Corti: Erbonne: il soverchiante del destino. In: Storie. Manni Editori, San Cesario di Lecce 2000.
- Luca Marchiò: Il luogo che non c’è: i segreti di Erbonne. Famiglia Comasca, Como 2006.
- Daniela Pauli-Falconi: Val d'Intelvi. In: Dizionario storico della Svizzera (DSS). 2008.
- Andrea Spiriti, Maria Cristina Terzaghi, Giovanna Virgilio: Guide della Provincia di Como. Da Cernobbio alla Valle Intelvi. Como 1997.
- Celestino Trezzini: Erbonne. In: Historisch-Biographisches Lexikon der Schweiz, Band 8, Supplement, S. 57 (PDF Digitalisat), consultato il 22 dicembre 2024